# チャノマ
チャノマは、落語協会所属の二ツ目落語家九名による勉強会の名称。

## 概要
2021年8月から毎週木曜日19:00に新宿無何有で開催していた。メンバー10人のうち4人が出演していた。
2022年1月より金原亭小駒、金原亭馬太郎が加入した。
2024年1月4日のなかの芸能小劇場での「チャノマ 2024全員集合SP」を最後に解散した。

## メンバー
香盤順。
出典∶
| 名前         | よみ                    | 師匠               |                    |
| ------------ | ----------------------- | ------------------ | ------------------ |
| 金原亭小駒   | きんげんてい ここま     | 十一代目金原亭馬生 | 十一代目金原亭馬生 |
| 金原亭馬太郎 | きんげんてい うまたろう | 十一代目金原亭馬生 | 十一代目金原亭馬生 |
| 桃月庵白浪   | とうげつあん しらなみ   | 桃月庵白酒         |                    |
| 林家彦三     | はやしや ひこざ         | 林家正雀           |                    |
| 柳亭市好     | りゅうてい いちこう     | 四代目柳亭市馬     |                    |
| 林家やま彦   | はやしや やまびこ       | 林家彦いち         | 林家彦いち         |
| 林家きよ彦   | はやしや きよひこ       | 林家彦いち         | 林家彦いち         |
| 春風亭与いち | しゅんぷうてい よいち   | 春風亭一之輔       |                    |
| 三遊亭歌彦   | さんゆうてい うたひこ   | 四代目三遊亭歌奴   |                    |